# 真祖
真祖（しんそ）は、吸血鬼の登場する作品で使用される用語。
1. 吸血鬼としての始祖。魔術等によって吸血鬼へ変化した者であり、他の吸血鬼から吸血されて吸血鬼化した者ではない。
2. ゲーム『月姫』に登場する、吸血鬼の一種。人間が吸血鬼になったのではなく、自然界がバランス調整のために生み出した生命体のことを指す。当作品で人間が吸血鬼となった場合は、魔術等によって吸血鬼へ変化した者を含み死徒と呼ばれる。